# Werner Franz

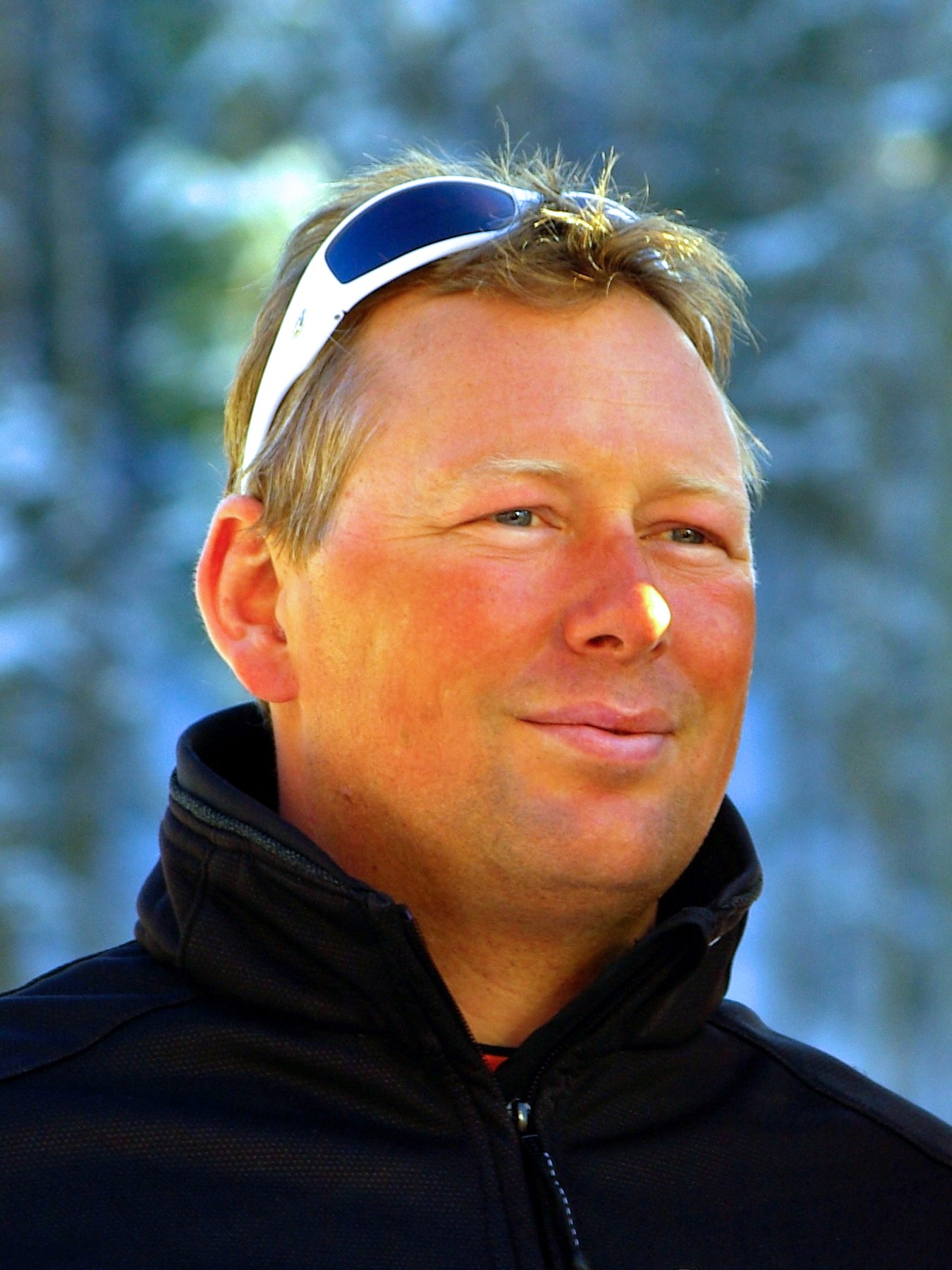

Werner Franz (nacido el 8 de marzo de 1972 en Weissbriach, Austria) es un esquiador retirado que ganó 1 Copa del Mundo en disciplina de Combinada y 2 victorias en la Copa del Mundo de Esquí Alpino (con un total de 19 podiums).

## Resultados

### Campeonatos Mundiales
- 1999 en Vail, Estados Unidos
  - Descenso: 6.º
- 2001 en Sankt Anton am Arlberg, Austria
  - Super Gigante: 6.º
  - Descenso: 8.º
- 2005 en Bormio, Italia
  - Descenso: 28.º

### Copa del Mundo

#### Clasificación general Copa del Mundo
- 1992-1993: 124.º
- 1993-1994: 64.º
- 1994-1995: 42.º
- 1995-1996: 46.º
- 1996-1997: 10.º
- 1997-1998: 15.º
- 1998-1999: 9.º
- 1999-2000: 10.º
- 2000-2001: 16.º
- 2002-2003: 33.º
- 2003-2004: 111.º
- 2004-2005: 33.º

#### Clasificación por disciplinas (Top-10)
- 1996-1997:
  - Descenso: 5.º
  - Combinada: 5.º
- 1997-1998:
  - Combinada: 1.º
  - Descenso: 10.º
- 1998-1999:
  - Descenso: 3.º
  - Combinada: 3.º
- 1999-2000:
  - Super Gigante: 2.º
  - Combinada: 7.º
  - Descenso: 8.º
- 2000-2001:
  - Super Gigante: 5.º
  - Descenso: 8.º
- 2004-2005:
  - Descenso: 7.º

#### Victorias en la Copa del Mundo (2)

##### Descenso (1)
| Fecha                   | Lugar       |
| ----------------------- | ----------- |
| 11 de diciembre de 2004 | Val-d'Isère |

##### Super Gigante (1)
| Fecha                 | Lugar                  |
| --------------------- | ---------------------- |
| 13 de febrero de 2000 | Sankt Anton am Arlberg |